# 1929 في مصر
فيما يلي قوائم الأحداث التي وقعت خلال عام 1929 في مصر.

## أفلام
من الأفلام التي صدرت هذه السنة في مصر:
- 1 يناير – بنت النيل
- 1 مايو – غادة الصحراء من إخراج وداد عرفي.

## مواليد

### يناير
- 1 يناير – إحسان عبد القدوس كاتب روائي مصري.
- 1 يناير – علي السمان صحفي ومُفكَّر مصري.
- 1 يناير – عوني عبد الرؤوف
- 1 يناير – فايز ساروفيم رجل أعمال مصري.
- 1 يناير – محمود سالم صحفي مصري.
- 1 يناير – محمود علي مكي
- 30 يناير – عبد اللطيف أبوهيف سبّاح مصري.

### فبراير
- 8 فبراير – شادية ممثلة ومغنية مصرية.

### مارس
- 1 مارس – سامية صادق إعلامية مصرية.
- 5 نوفمبر – مارسيل نينو

### أبريل
- 19 أبريل – شمس الدين بدران سياسي مصري.
- 21 أبريل – سامي شرف سكرتير الرئيس جمال عبد الناصر للمعلومات.

### مايو
- 20 مايو – أحمد حمدي ضابط عسكري مصري.
- 22 مايو – أحمد فؤاد نجم شاعر مصري.

### يونيو
- 9 يونيو – نيللي مظلوم ممثلة مصرية.
- 14 يونيو – ألفريد فرج كاتب مصري.
- 21 يونيو – عبد الحليم حافظ ممثل ومغني مصري ولُقِب ألعندليب ألأسمر.

### أغسطس
- 19 أغسطس – رؤوف سلامة موسى
- 24 أغسطس – ياسر عرفات من مؤسسي حركة فتح، ومنظمة التحرير الفلسطينية، وأول رئيس للسلطة الوطنية الفلسطينية..

### سبتمبر
- 15 سبتمبر – معوض جاد الرب كاتب مصري.

### أكتوبر
- 7 أكتوبر – نعيمة عاكف ممثلة وراقصة مصرية.

### نوفمبر
- 5 نوفمبر – مارسيل نينو

### ديسمبر
- 13 ديسمبر – إحسان كمال كاتب قصة قصيرة مصرية.
- 15 ديسمبر – دينا بنت عبد الحميد الزوجة الأولى لملك الأردن الحسين بن طلال ووالدة ابنته البكر الأميرة عالية.
- 16 ديسمبر – نيكولاس كورتني ممثل إنجليزي.
- 29 ديسمبر – على كوبان مغني مصري.

## وفيات

### فبراير
- 25 فبراير – الكسندر بيندر (مواليد 1888) مصور ألماني.